# 吉田静致

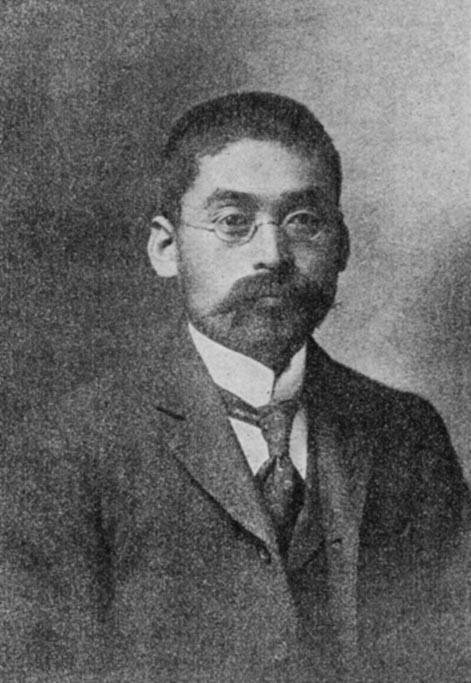
吉田静致

吉田 静致（よしだ せいち、明治5年7月25日（1872年8月28日） - 昭和20年（1945年）10月4日）は日本の倫理学者。

## 人物
長野県水内郡飯山町（現飯山市）に旧飯山藩士・吉田信義の長男として生まれる。旧制松本中学（現長野県松本深志高等学校）、第一高等学校を経て、1898年東京帝国大学哲学科卒業。
1899年文部省留学生となり、ドイツ、イギリスで倫理学を学び、1920年に帰国して東京高等師範学校教授となった。1919年「倫理学の原理に関する研究」で文学博士号を得て、東京帝大教授を兼任した。1925年 帝国学士院会員に推され、1928年倫理学会初代会長に就任し、日本の倫理学の発展に指導的役割を果たした。
　
倫理学の原理に関する研究で同円異中心の理を唱え、著作に「倫理学綱要」などがある。